# Alfred Cleveland Weed
Alfred Cleveland Weed est un ichtyologiste américain, né le 28 juillet 1881 et mort le 30 novembre 1953.

## Biographie
Il entre au Chicago Natural History Museum en janvier 1921 où il s’occupe du département des poissons. Il est notamment à l’origine de la salle d’exposition des poissons qui ouvre ses portes en juillet 1941. Il prend sa retraite en 1943. Il consacre ses recherches sur la taxinomie. Il fait paraître également quelques notes sur les reptiles et amphibiens.

## Source
- Loren P. Woods (1954). Alfred Cleveland Weed, 1881 - 1953, Copeia, 1954 (2) : 163-164.  (ISSN 0045-8511)